# Vicente Guerrero, Jalacingo
Vicente Guerrero är en ort i Mexiko.   Den ligger i kommunen Jalacingo och delstaten Veracruz, i den sydöstra delen av landet, 200 km öster om huvudstaden Mexico City. Vicente Guerrero ligger 988 meter över havet och antalet invånare är 617.
Terrängen runt Vicente Guerrero är huvudsakligen kuperad, men söderut är den bergig. Runt Vicente Guerrero är det ganska tätbefolkat, med 160 invånare per kvadratkilometer. Närmaste större samhälle är Teziutlan, 14,7 km sydväst om Vicente Guerrero. I omgivningarna runt Vicente Guerrero växer i huvudsak städsegrön lövskog.